# 松崗岔蚜
松崗岔蚜（学名：Neotoxoptera sungkangensis）为常蚜科新聲蚜屬下的一个种。